# Residentes vietnamitas en Taiwán

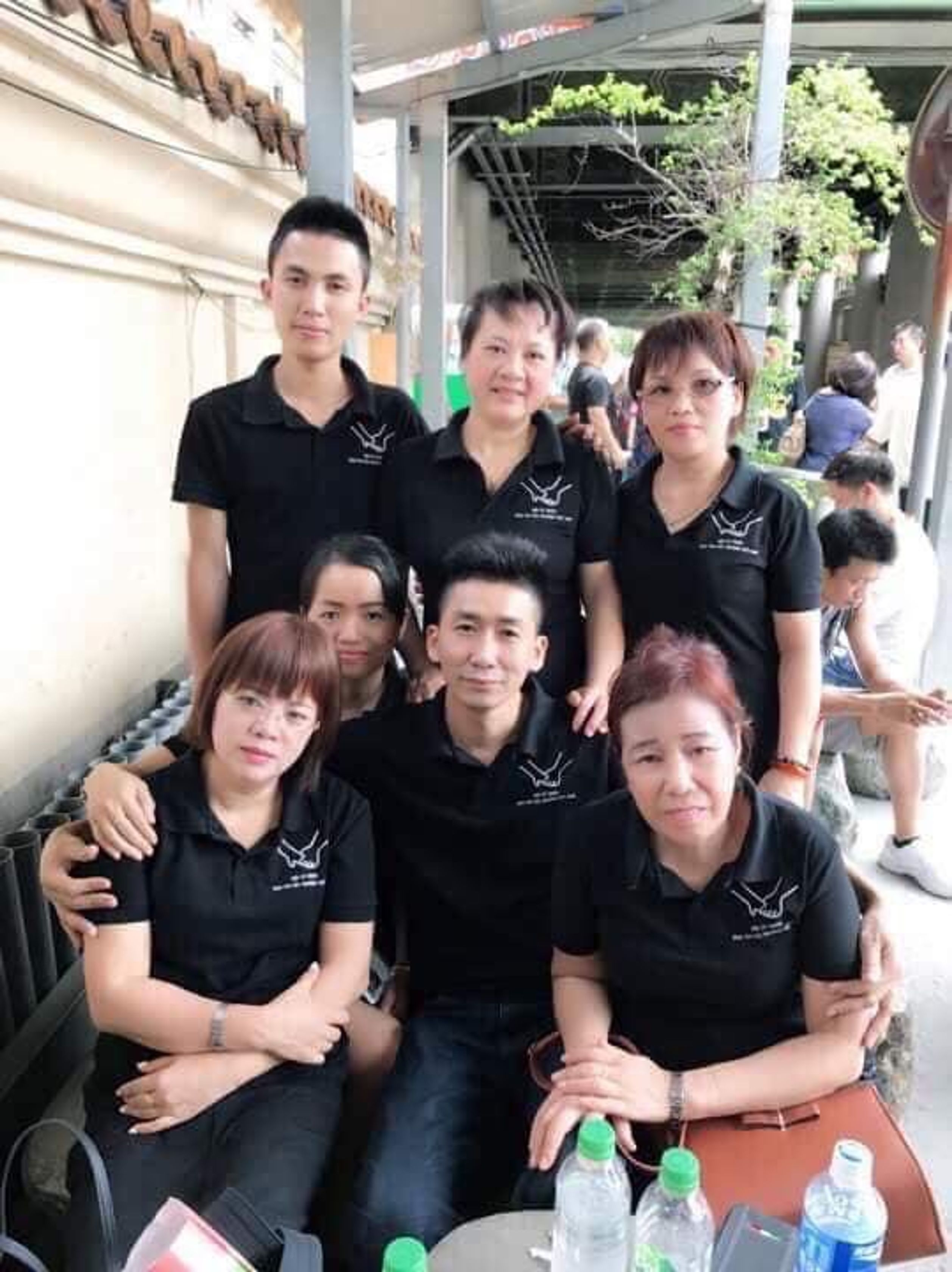
"La Asociación de Amor Vietnam-TaiwánFundada por: La ex emigrante vietnamita Pham Cho Van.

Los residentes vietnamitas en Taiwán constituyen una de las mayores comunidades de residentes extranjeros de la isla. Unos 80.000 trabajadores vietnamitas vivían en Taiwán en el año 2006, de ellos unos 60.000 estaban empleados como ayudantes domésticos, 16.000 trabajaban en fábricas, 2.000 en industrias relacionadas con actividades marinas, y el resto en trabajos diversos. Este grupo representaba el 21% de los trabajadores extranjeros residentes en la isla. El 42% trabajaban en las ciudades de Taipéi, Taipei County, y Taoyuan County. Adicionalmente, para el año 2005 se contabilizaban unas 118.300 mujeres vietnamitas que vivían en Taiwán por haber formado pareja con varones de Taiwán mediante agencias matrimoniales internacionales.

## Migración de trabajadores
Taiwán es uno de los principales destinos de los trabajadores migratorios vietnamitas, ellos son empleados en su gran mayoría en fábricas e industrias pesqueras. En el año 2002, los trabajadores vietnamitas en Taiwán representaban el 28,5% (13,200 personas) del total de 46.200 trabajadores vietnamitas residentes en el extranjero, lo que convierte a Taiwán en el segundo destino más popular luego de Malasia, aunque adelante de Laos. Con respecto a tendencias históricas Taiwán mantuvo su importancia como destino aun cuando se redujo la afluencia hacia Corea del Sur y Japón.